# Jack Lovelock
John (Jack) Edward Lovelock (Crushington, 5 januari 1910 – New York, 28 december 1949) was een Nieuw-Zeelands atleet. Hij won in 1936 goud op de 1500 m hardlopen tijdens de Olympische Spelen in Berlijn.

## Levensloop
Lovelock werd geboren in Nieuw-Zeeland als de zoon van Engelse immigranten. Hij was al vanaf jongs af aan zeer sportief. Hij studeerde medicijnen aan de Universiteit van Otago. In 1931 ontving hij een Rhodesbeurs en studeerde drie jaar lang aan Exeter College in Oxford. Daar verkreeg Lovelock een MB ChB.

### Sportieve carrière
Tijdens de Olympische Spelen van 1932 in Los Angeles werd Lovelock zevende in de finale van de 1500 m. Het jaar daarop liep hij een wereldrecord op de mijl. In september 1933 was hij de eerste Nieuw-Zeelander die meedeed aan de World Student Games, een voorloper van de Universiade. Daar verloor hij van de Luigi Beccali, winnaar van de gouden medaille in LA. In 1934 won Lovelock goud op de 1500 m tijdens de Gemenebestspelen.
Lovelocks sportieve hoogtepunt was tijdens de Olympische Spelen van 1936 in Berlijn. In een sterk bezette finale won hij door vanaf driehonderd meter voor het einde van kop af aan te gaan. Zijn tijd – 3.47,8 – betekende een wereldrecord. Hij eindigde voor de Amerikaan Glenn Cunningham en voor Beccali, die het brons won. Na de Spelen stopte Lovelock met wedstrijden op internationaal niveau.

### Leven na de sport
Tijdens de Tweede Wereldoorlog diende hij in de rang van majoor bij het Royal Army Medical Corps. Hij trouwde in 1945 en kreeg twee dochters. In 1946 ging hij aan de slag in het Manhattan Hospital in New York. Op 28 december 1949 belde hij zijn vrouw dat hij ziek naar huis kwam. Terwijl hij wachtte op het metrostation Church Avenue Subway kreeg hij een duizeligheidsaanval. Daar had hij soms last van had sinds hij in 1940 van een paard was gevallen. Lovelock viel op de rails en werd dodelijk getroffen door een naderende metro.

## Titels
- Olympisch kampioen 1500 m - 1936
- Gemenebestkampioen 1 Eng. mijl - 1934

## Palmares

### 1500 m
- 1932: 7e OS - 3.57,8
- 1936:  OS - 3.47,8

### 1 Eng. mijl
- 1934:  Gemenebestspelen - 4.12,8

1896: Teddy Flack ·
1900: Charles Bennett ·
1904: Jim Lightbody ·
1908: Mel Sheppard ·
1912: Arnold Jackson ·
1920: Albert Hill ·
1924: Paavo Nurmi ·
1928: Harri Larva ·
1932: Luigi Beccali ·
1936: Jack Lovelock ·
1948: Henry Eriksson ·
1952: Josy Barthel ·
1956: Ron Delany ·
1960: Herb Elliott ·
1964: Peter Snell ·
1968: Kipchoge Keino ·
1972: Pekka Vasala ·
1976: John Walker ·
1980: Sebastian Coe ·
1984: Sebastian Coe ·
1988: Peter Rono ·
1992: Fermín Cacho ·
1996: Noureddine Morceli ·
2000: Noah Ngeny ·
2004: Hicham El Guerrouj ·
2008: Asbel Kiprop ·
2012: Taoufik Makhloufi ·
2016: Matthew Centrowitz ·
2020: Jakob Ingebrigtsen ·
2024: Cole Hocker
- Gemeinsame Normdatei: 118811495
- International Standard Name Identifier: 0000 0000 2468 9560
- Library of Congress Control Number: n85048815
- Museum of New Zealand Te Papa Tongarewa: 44680
- Virtual International Authority File: 32793132
- WorldCat: E39PBJcKMkfMtCCqWyqRgWwV4q